# 張智恩
張智恩（韓語：장지은，1986年5月31日—），韓國女演員。

## 演出作品

### 電視劇
- 2009年：MBC Drama《首爾武林傳》
- 2009年：SBS《相愛不易》
- 2009年：SBS《自鳴鼓》
- 2010年：|KBS《富翁的誕生》
- 2010年：KBS《Drama Special－可怕的家伙和鬼和我》
- 2010年：KBS《Drama Special－夏天的故事》
- 2010年：KBS《瑪莉外宿中》
- 2011年：SBS《樹大根深》飾演 昭憲王后
- 2011年：SBS《太陽的新娘》飾演 黃祕書
- 2012年：MBC《蠢才松糕》飾演 韓曉靜
- 2013年：MBC《龜巖許浚》飾演 恭嬪金氏
- 2015年：tvN《前女友俱樂部》飾演 羅智雅
- 2022年：MBC《還有明天》飾演

### 電影
- 2009年：《我眼中的豆莢》
- 2012年：《胖嘟嘟的革命》

### MV
- 2008年：Jae Hyun《Lies》
- 2008年：JK金東旭《愛情 離別》
- 2011年：Barbara《Give Me A Break》

## 外部連結
- 張智恩的Instagram帳戶
- NAVER搜索 （页面存档备份，存于）
- 官方網站 （页面存档备份，存于）